# Covello
Covello az Amerikai Egyesült Államok északnyugati részén, Washington állam Columbia megyéjében elhelyezkedő önkormányzat nélküli település.
Covello postahivatala 1883 és 1918 között működött. A település első boltja 1882-ben nyílt meg.

## Fordítás
- Ez a szócikk részben vagy egészben  a   Covello, Washington című angol Wikipédia-szócikk ezen változatának fordításán alapul.  Az eredeti cikk szerkesztőit annak laptörténete sorolja fel. Ez a jelzés csupán a megfogalmazás eredetét és a szerzői jogokat jelzi, nem szolgál a cikkben szereplő információk forrásmegjelöléseként.